# Rui Costa (kolarz)
Rui Alberto Faria da Costa (ur. 5 października 1986 w Aguçadourze) – portugalski kolarz szosowy.
Największym sukcesem zawodnika jest mistrzostwo świata w wyścigu ze startu wspólnego odniesione w 2013 we Florencji. Pozostałe sukcesy to 3 zwycięstwa w wyścigu Tour de Suisse w 2012, 2013 i 2014, a także zwycięstwo na 8. etapie Tour de France w 2011 oraz na 16. i 19. etapie w 2013 roku, a także wygrana w wyścigu klasycznym Grand Prix Cycliste de Montréal w 2011.

## Doping
Rui Costa miał pozytywny test antydopingowy 25 czerwca 2010 podczas mistrzostw Portugalii w jeździe indywidualnej na czas. W jego organizmie wykryto metyloheksanaminę. Został tymczasowo zawieszony w październiku 2010 przez ojczystą federację. Po 5 miesiącach oczyszczono go i pozwolono na powrót do ścigania, ale utracił wynik z mistrzostw kraju.

## Najważniejsze osiągnięcia
2007
- 1. miejsce w Giro delle Regione

2008
- 2. miejsce w Tour de l’Avenir
- 2. miejsce w Giro delle Regione
- 2. miejsce w Coupe des Nations Ville de Saguenay
- 5. miejsce w mistrzostwach świata (start wspólny, do lat 23)

2009
- 1. miejsce w Quatre Jours de Dunkerque
- 2. miejsce w mistrzostwach Portugalii (jazda ind. na czas)

2010
- 1. miejsce w mistrzostwach Portugalii (jazda ind. na czas)
- 1. miejsce w Trofeo Deià
- 2. miejsce w Quatre Jours de Dunkerque
- 1. miejsce na 8. etapie Tour de Suisse

2011
- 1. miejsce w Vuelta a la Comunidad de Madrid
- 1. miejsce na 8. etapie Tour de France
- 1. miejsce w Grand Prix Cycliste de Montréal

2012
- 2. miejsce w Trofeo Deià
- 5. miejsce w Volta ao Algarve
- 4. miejsce w GP Miguel Indurain
- 3. miejsce w Tour de Romandie
  - 2. miejsce na 2. etapie
- 1. miejsce w Tour de Suisse
  - 1. miejsce na 2. etapie
- 2. miejsce w GP Ouest-France
- 3. miejsce w Grand Prix Cycliste de Québec
- 8. miejsce w Grand Prix Cycliste de Montréal

2013
- 1. miejsce w mistrzostwach świata (start wspólny)
- 1. miejsce w Klasika Primavera
- 1. miejsce w Tour de Suisse
  - 1. miejsce na 7. i 9. etapie
- 1. miejsce w mistrzostwach Portugalii (jazda ind. na czas)
- 1. miejsce na 16. i 19. etapie Tour de France
- 3. miejsce w Tour de Romandie
- 4. miejsce w Tour of Beijing
- 5. miejsce w Grand Prix Cycliste de Québec
- 6. miejsce w Grand Prix Cycliste de Montréal
- 9. miejsce w Liège-Bastogne-Liège

2014
- 2. miejsce w Paryż-Nicea
- 3. miejsce w Volta ao Algarve
- 3. miejsce w Tour de Romandie
- 1. miejsce w Tour de Suisse
  - 1. miejsce na 9. etapie
- 2. miejsce w mistrzostwach Portugalii (jazda ind. na czas)
- 2. miejsce w Grand Prix Cycliste de Montréal

2015
- 7. miejsce w Vuelta al País Vasco
- 4. miejsce w Amstel Gold Race
- 4. miejsce w Liège-Bastogne-Liège
- 3. miejsce w Critérium du Dauphiné
  - 1. miejsce na 6. etapie
- 1. miejsce w mistrzostwach Portugalii (start wspólny)
- 3. miejsce w Grand Prix Cycliste de Montréal

2016
- 3. miejsce w Liège-Bastogne-Liège
- 6. miejsce w Tour de Romandie
- 7. miejsce w Vuelta al País Vasco
- 10. miejsce na Igrzyskach Olimpijskich (start wspólny)
- 10. miejsce w Paryż-Nicea

2017
- 1. miejsce w Abu Dhabi Tour
  - 1. miejsce na 3. etapie

2019
- 2. miejsce w Tour de Romandie
- 7. miejsce w Grand Prix Cycliste de Montréal

2020
- 3. miejsce w Saudi Tour
  - 1. miejsce na 1. etapie

2021
- 2. miejsce w Grosser Preis des Kantons Aargau

2022
- 3. miejsce w Saudi Tour
- 3. miejsce w Tour of Oman

2023
- 1. miejsce w Trofeo Calvià
- 1. miejsce w Volta a la Comunitat Valenciana
  - 1. miejsce na 5. etapie
- 2. miejsce w La Drôme Classic
- 4. miejsce w Strade Bianche
- 1. miejsce na 15. etapie Vuelta a España
- 5. miejsce w Gran Piemonte
- 1. miejsce w Japan Cup

2024
- 3. miejsce w mistrzostwach Portugalii (jazda ind. na czas)
- 1. miejsce w mistrzostwach Portugalii (start wspólny)

## Rankingi
| Rok                | 2007 | 2008 | 2009 | 2010 | 2011 | 2012 | 2013 | 2014 | 2015 | 2016 | 2017 | 2018  | 2019 | 2020 | 2021 | 2022 | 2023 | 2024 |
| ------------------ | ---- | ---- | ---- | ---- | ---- | ---- | ---- | ---- | ---- | ---- | ---- | ----- | ---- | ---- | ---- | ---- | ---- | ---- |
| UCI World Calendar |      |      | -    | 192. |      |      |      |      |      |      |      |       |      |      |      |      |      |      |
| UCI World Tour     |      |      |      |      | 43.  | 10.  | 9.   | 4.   | 9.   | 19.  | 38.  | 60.   |      |      |      |      |      |      |
| World Ranking      |      |      |      |      |      |      |      |      |      | 27.  | 53.  | 84.   | 54.  | 71.  | 184. | 297. | 38.  | 326. |
| UCI Europe Tour    | 249. | 100. |      |      |      |      |      |      |      | 443. | -    | 1861. | 42.  | 59.  | 157. | 238. | 31.  | -    |
| UCI Asia Tour      | -    | -    |      |      |      |      |      |      |      | 81.  | -    | 198.  |      |      |      |      |      |      |
| UCI America Tour   | -    | 79.  |      |      |      |      |      |      |      | 50.  | 54.  | -     |      |      |      |      |      |      |
|                    |      |      |      |      |      |      |      |      |      |      |      |       |      |      |      |      |      |      |
| Źródło: UCI        |      |      |      |      |      |      |      |      |      |      |      |       |      |      |      |      |      |      |